# Barthümeljoch
Barthümeljoch är ett bergspass på gränsen mellan Schweiz och Österrike. Det ligger 170 km öster om Schweiz huvudstad Bern och 500 kilometer väster om Österrikes huvudstad Wien. Barthümeljoch ligger 2 319 meter över havet.